# اوسی-لا-پلن
اوسی-لا-پلن (به فرانسوی: Aucey-la-Plaine) یک کمون در فرانسه است که در مانش واقع شده‌است. اوسی-لا-پلن ۹٫۳۹ کیلومتر مربع مساحت دارد.